# Ocilla
Ocilla är administrativ huvudort i Irwin County i Georgia. Enligt 2010 års folkräkning hade Ocilla 3 414 invånare.